# نجوا (آلبوم)
نجوا' نام آلبومی است از شهرام ناظری، که با همکاری گروه سلمک در پاییز ۱۳۶۳ اجرا شد.

## توضیح اثر
- آواز: شهرام ناظری
- آهنگساز و تنظیم برای ارکستر: حسن یوسف‌زمانی
- شعر از مولوی، حافظ، سعدی

### نوازندگان
- جلال ذوالفنون: سه تار
- محمدعلی کیانی نژاد: نی
- مجتبی میرزاده: کمانچه
- علی ناظری: تار
- سعید زرنیخی : ویلن

### روی الف
روی الف این اثر در دستگاه شور اجرا شده‌است.
- خیال خوش

### روی ب
روی ب این اثر در دستگاه ماهور اجرا شده‌است.
- بی‌من مرو

### ترانه‌ها
1. خیال خوش، شعر از مولوی
2. آواز شور با تار، شعر از حافظ
3. آواز شور با ارکستر، شعر از حافظ
4. بی‌من مرو، شعر از مولوی
5. آواز ماهور با ارکستر، شعر از مولوی، بابا طاهر، حافظ
6. بی من مرو، شعر از مولوی

## منبع
- تارنمای شهرام ناظری